# Бас (гласов обхват)
Вижте пояснителната страница за други значения на Бас.
Басът е най-ниският мъжки певчески глас с честота от 80 до 330 Hz (Е2 до E4).  Има две разновидности на този глас: контрабас (дълбок бас) и октавист, който е най-ниската разновидност, използващ се в руската православна хорова музика.

## Баси
- Николай Гяуров
- Борис Христов
- Фьодор Шаляпин
- Никола Гюзелев
- Джош Търнър
- Крис Йънг
- Скоти Маккрийри